# Susan (Fernsehserie)
Susan (Originaltitel: Suddenly Susan) ist eine US-amerikanische Sitcom, gedreht 1996 bis 1999 und in den USA von 1997 bis 2000 auf NBC ausgestrahlt. Sie besteht aus vier Staffeln. In Deutschland wurde die Serie erstmals von RTL im Jahre 2001 gezeigt.

## Handlung
Die Sitcom handelt von der Journalistin Susan Keane, die ihren Verlobten Kip vor dem Traualtar stehen lässt und wieder ihren Job bei dem fiktiven Magazin The Gate annimmt, das in San Francisco angesiedelt ist und von Kips Bruder Jack geleitet wird. Zwischen Susan und Jack entwickelt sich im Laufe der Zeit Zuneigung, trotz kurzer Affären kommen sie aber nie wirklich zueinander.
Als roter Faden ziehen sich der Konkurrenzkampf zwischen Susan und ihrer Kollegin Maddy sowie Susans Affären durch alle Folgen der ersten Staffeln. Teilweise werden aber auch tiefgründige Themen wie Homosexualität oder Umweltschutz behandelt.
Eine Sonderstellung nimmt die letzte Episode der dritten Staffel ein, die Darsteller David Strickland gewidmet wurde. Strickland hatte sich im März 1999 erhängt, als die Staffel bereits angelaufen war. Die Produzenten entschlossen sich, sein Ableben in der Serie zu verarbeiten: Stricklands Figur Todd verschwindet spurlos, ein möglicher Selbstmord wird zum Ende der Folge angedeutet, was sich jedoch am Ende der Episode durch einen Telefonanruf als tödlicher Unfall herausstellt. Die Episode schließt mit den Worten „Die Götter der Komik schauten auf dich herab und lächelten.“

## Charaktere

### Hauptcharaktere
- Susan Keane, Hauptfigur der Serie und Autorin der Kolumne Suddenly Susan bei The Gate, einem fiktiven Magazin in San Francisco.
- Besitzer des Magazins ist Jack Richmond, der auch der Bruder von Susans Ex-Verlobtem Kip ist.
- Helen „Nana“ Miller, Susans Großmutter und wichtigste Ansprechpartnerin.
- Luis Rivera, der Fotograf des Magazins, war vorher beim Playboy angestellt.
- Susans beste Freundin Vicki Groener ist die schräge Restaurant-Kritikerin bei The Gate.
- Todd Styles ist ein etwas naiver Konzertkritiker und bester Freund von Luis.
- Maddy Piper ist die investigative Reporterin bei The Gate und ehemalige Schulkameradin von Susan. Beide verbindet seit dieser Zeit eine gewisse Rivalität.

Ab Staffel vier:
- Ian Maxtone-Graham, der als neuer Besitzer und Chefredakteur aus dem einst „seriösen“ Magazin The Gate ein Männermagazin nach dem Motto „Sex fördert die Auflage“ macht.
- Seine Assistentin ist Miranda Charles.
- Als neuer Sportjournalist wird Nathan „Nate“ Knaborski eingestellt.
- Weiterhin stößt der Fotograf Oliver Browne hinzu. Am Ende der letzten Staffel heiraten er und Susan.

### Gastdarsteller
- Betty White (Golden Girls) als Midge Haber
- Mr. T (Das A-Team)
- Hulk Hogan als Hollywood Hogan
- Rosie O’Donnell (Talkmasterin)
- Bob Dole (ehemaliger US-Senator)
- Leif Garrett als er selbst
- Jerry Springer als er selbst
- Warren Zevon als er selbst
- Donald Trump als er selbst, Anspielung auf mögliche Kandidatur als Präsident der Vereinigten Staaten

## Ausstrahlung
Ab dem 9. Januar 2001 wurde die Serie jeweils um 0:30 Uhr von RTL ausgestrahlt. Direkt nach dem ersten Durchlauf folgte eine zweifache Wiederholung aller Folgen auf dem gleichen Sendeplatz. Zwischenzeitlich sendete auch VOX die Folgen werktags um 19:15 Uhr. Nach einer weiteren Ausstrahlung im Nachtprogramm von RTL um 1:00 Uhr (nach den Golden Girls) lief die Serie von September 2005 bis Juni 2006 werktags um 22:45 Uhr auf NICK Comedy. Von Januar bis Juli 2007 und Juli bis Dezember 2008 wurde sie auf Comedy Central ausgestrahlt. Vom 12. Februar bis zum 26. Juni 2013 sendete Einsfestival die Serie.